# Katreus
Katreus (gr. Κατρεύς) – w mitologii greckiej król Krety, syn Minosa i Pazyfae. Według lokalnego mitu arkadyjskiego był natomiast synem Tegeatesa.
Miał syna Altajmenesa oraz trzy córki: Aerope, Klymene i Apemosyne. Gdy wyrocznia przepowiedziała Katreusowi, że zginie z ręki jednego ze swoich dzieci, przerażony król postanowił wyeliminować zagrożenie. Aerope i Klymene zostały oddane żeglarzowi Naupliosowi, by sprzedał je jako niewolnice w dalekich krajach. Altajemenes i Apemosyne, którzy poznali wcześniej tekst przepowiedni, zdołali uciec z Krety i osiedli na Rodos. Po wielu latach podstarzały władca postanowił odnaleźć syna. Po przybyciu do brzegu Rodos został zaatakowany wraz ze swoimi ludźmi przez pasterzy, którzy uznali ich za piratów. Szczekanie psów zagłuszało próby wyjaśnienia, kim jest. W pewnym momencie nadbiegł Altajmenes i przebił oszczepem Katreusa, wypełniając tym samym przepowiednię. Gdy tylko pojął, co uczynił, błagał bogów, by pochłonęła go ziemia, co też się stało.
Ciało Katreusa sprowadzono na Kretę, gdzie zostało pochowane przez króla Sparty Menelaosa, który był synem jego córki Aerope. To właśnie podczas pobytu Menelaosa na pogrzebie Parys porwał Helenę.